# Sens
Sens és un municipi francès, situat al departament del Yonne i a la regió de Borgonya - Franc Comtat. L'any 1999 tenia 26.904 habitants i l'any 2007 s'havia reduït fins als 25.844 habitants.. Els seus habitants tenen el gentilici dels sénonais i les sénonaises. L'àrea urbana de Sens és d'aproximadament 57.000 habitants. Aquesta és la segona ciutat de la departament francès del Yonne i la sisena ciutat més gran de la regió regió de Borgonya - Franc Comtat.
Era coneguda en temps de l'antiga Roma com Agendicum, fou la capital de la tribu dels sènons en temps de Juli Cèsar. Fou capital de la província Lugdunensis Quarta, sorgida de la divisió de la província Lugdunensis.

## Fills il·lustres
- Maurice-François Imbert (1893-1981), compositor, i crític musical.

### Població
El 2007 la població de fet de Sens era de 25.844 persones. Hi havia 11.878 famílies, de les quals 5.017 eren unipersonals (1.850 homes vivint sols i 3.167 dones vivint soles), 3.193 parelles sense fills, 2.393 parelles amb fills i 1.275 famílies monoparentals amb fills.
La població ha evolucionat segons el següent gràfic:
Habitants censats

### Habitatges
El 2007 hi havia 13.824 habitatges, 12.103 eren l'habitatge principal de la família, 197 eren segones residències i 1.525 estaven desocupats. 5.098 eren cases i 8.636 eren apartaments. Dels 12.103 habitatges principals, 5.030 estaven ocupats pels seus propietaris, 6.815 estaven llogats i ocupats pels llogaters i 257 estaven cedits a títol gratuït; 782 tenien una cambra, 2.120 en tenien dues, 3.208 en tenien tres, 3.501 en tenien quatre i 2.491 en tenien cinc o més. 5.972 habitatges disposaven pel capbaix d'una plaça de pàrquing. A 6.442 habitatges hi havia un automòbil i a 2.479 n'hi havia dos o més.

### Piràmide de població
La piràmide de població per edats i sexe el 2009 era:
| Homes | Edats   | Dones |
| ----- | ------- | ----- |
| 16    | 95 o +  | 66    |
| 63    | 90 a 94 | 167   |
| 182   | 85 a 89 | 372   |
| 197   | 80 a 84 | 406   |
| 460   | 75 a 79 | 735   |
| 476   | 70 a 74 | 796   |
| 515   | 65 a 69 | 711   |
| 548   | 60 a 64 | 624   |
| 529   | 55 a 59 | 553   |
| 838   | 50 a 54 | 871   |
| 927   | 45 a 49 | 940   |
| 836   | 40 a 44 | 957   |
| 806   | 35 a 39 | 897   |
| 958   | 30 a 34 | 946   |
| 1.135 | 25 a 29 | 1.098 |
| 868   | 20 a 24 | 854   |
| 933   | 15 a 19 | 926   |
| 908   | 10 a 14 | 810   |
| 809   | 5 a 9   | 815   |
| 677   | 0 a 4   | 681   |

## Economia
El 2007 la població en edat de treballar era de 15.953 persones, 11.380 eren actives i 4.573 eren inactives. De les 11.380 persones actives 9.300 estaven ocupades (4.925 homes i 4.375 dones) i 2.080 estaven aturades (971 homes i 1.109 dones). De les 4.573 persones inactives 1.248 estaven jubilades, 1.298 estaven estudiant i 2.027 estaven classificades com a «altres inactius».

### Ingressos
El 2009 a Sens hi havia 11.941 unitats fiscals que integraven 25.338,5 persones, la mediana anual d'ingressos fiscals per persona era de 15.420 €.

### Activitats econòmiques
Dels 1.650 establiments que hi havia el 2007, 15 eren d'empreses extractives, 39 d'empreses alimentàries, 10 d'empreses de fabricació de material elèctric, 2 d'empreses de fabricació d'elements pel transport, 67 d'empreses de fabricació d'altres productes industrials, 117 d'empreses de construcció, 446 d'empreses de comerç i reparació d'automòbils, 49 d'empreses de transport, 106 d'empreses d'hostatgeria i restauració, 39 d'empreses d'informació i comunicació, 95 d'empreses financeres, 99 d'empreses immobiliàries, 209 d'empreses de serveis, 249 d'entitats de l'administració pública i 108 d'empreses classificades com a «altres activitats de serveis».
Dels 357 establiments de servei als particulars que hi havia el 2009, 1 era una comissaria de policia, 2 oficines d'administració d'Hisenda pública, 1 oficina del servei públic d'ocupació, 1 gendarmeria, 2 oficines de correu, 18 oficines bancàries, 5 funeràries, 24 tallers de reparació d'automòbils i de material agrícola, 4 tallers d'inspecció tècnica de vehicles, 6 establiments de lloguer de cotxes, 7 autoescoles, 30 paletes, 20 guixaires pintors, 14 fusteries, 16 lampisteries, 7 electricistes, 11 empreses de construcció, 31 perruqueries, 5 veterinaris, 15 agències de treball temporal, 72 restaurants, 46 agències immobiliàries, 7 tintoreries i 12 salons de bellesa.
Dels 210 establiments comercials que hi havia el 2009, 2 eren hipermercats, 9 supermercats, 1 un supermercat, 1 una gran superfície de material de bricolatge, 9 botiges de menys de 120 m², 27 fleques, 14 carnisseries, 2 botigues de congelats, 14 llibreries, 55 botigues de roba, 11 botigues d'equipament de la llar, 9 sabateries, 12 botigues d'electrodomèstics, 9 botigues de mobles, 8 botigues de material esportiu, 5 drogueries, 6 perfumeries, 5 joieries i 11 floristeries.
L'any 2000 a Sens hi havia 17 explotacions agrícoles que ocupaven un total de 572 hectàrees.

## Equipaments sanitaris i escolars
El 2009 hi havia 2 hospitals de tractaments de curta durada, 1 hospital de tractaments de mitja durada (seguiment i rehabilitació, 5 psiquiàtrics, 1 centre d'urgències, 1 maternitat, 3 centres de salut, 14 farmàcies i 3 ambulàncies.
El 2009 hi havia 8 escoles maternals i 13 escoles elementals. A Sens hi havia 4 col·legis d'educació secundària, 2 liceus d'ensenyament general i 1 liceu tecnològic. Als col·legis d'educació secundària hi havia 2.216 alumnes, als liceus d'ensenyament general n'hi havia 2.177 i als liceus tecnològics 624.
Sens disposava de 3 centres de formació no universitària superior, des quals2 eren de formació sanitària i 1 de comerç.

## Poblacions més properes
El següent diagrama mostra les poblacions més properes.